# Latrodectus menavodi
Latrodectus menavodi (лат. ) — вид чёрных вдов. Эндемик острова Мадагаскар. Он величиной с горошину. Окраска чёрная с одним или несколькими ярко-красными пятнышками на конце брюшка. Единственный паук Мадагаскара, чей укус достаточно ядовит, чтобы представлять опасность для человека.